# Fröken Liwin
Fröken Liwin är en roman av Marika Stiernstedt. När boken kom ut 1925 väckte den mycket stor uppmärksamhet och blev en av hennes största försäljningsframgångar i såväl Sverige som utomlands.

## Handling
Fröken Liwin är en ung kvinna ur den övre medelklassen som råkar i olycka (blir gravid). Innan detta syns flyttar hon från sin småstad i landsorten till Stockholm under förevändning att gå en utbildning. Hon inackorderar sig hos en barnmorska och visar sig inte ute förrän hon är förlöst. Det hatade barnet hämtas av en änglamakerska, och hon är äntligen befriad. Tvärt emot vad hon föreställt sig börjar nu en svår tid; barnet kommer ständigt att vara närvarande i hennes tankar. Hon plågas svårt och utsätter sin omgivning för nyckfulla humörsvängningar. Efter 15 år beslutar hon sig för att försöka hitta barnet, som visar sig vara vid liv och är fosterbarn i en familj. Med moderns rätt fordrar hon tillbaka barnet. Men barnet har rotat sig hos sin fosterfamilj och kan inte finna sig tillrätta hos Fröken Liwin. En tid efter att barnet återvänt till sina fosterföräldrar blir Fröken Liwin dödligt sjuk och kallar till sig sin dotter som sitter hos henne tills hon är död. När man sedan öppnar hennes testamente har hon föranstaltat att det som tidigare varit hemligt ska offentliggöras. I alla Stockholms största tidningar ska hennes dödsannons införas och avslutas med orden; Efterlämnande oändligt älskad dotter. Marika Stiernstedt fördömer ett samhälle som behandlar sina kvinnor på detta sätt.
Boken gjorde mycket starkt intryck på sina samtida läsare. Många har sedan misstänkt att berättelsen vilar på Marika Stiernstedts egna erfarenheter.  I förordet till den nya upplagen  1947 avfärdar hon detta. Hon skriver:  "Hur många har inte frågat mig: -Denna fröken Liwin, till henne måste ni väl fått uppslag från någon människa ni mött? Men romanen har i verkligheten tillkommit på helt annat sätt. Genom svenska pressen gick något år eller ett par innan jag skrev Fröken Liwin, historien om ett flickebarn, ännu skolåldern, som vuxit upp i ett fosterhem. En vacker dag dyker barnets rätta mor upp från Amerika, gift och ganska bärgad, och fordrar att få igen sin dotter, vilket hon under fjorton år föga eller inte alls frågat efter. Fosterföräldrarna som älskade flickan ville inte skiljas från henne och höll på sin moraliska rätt att få behålla henne. Jag minns inte mer hur det hela slutade, men fallet diskuterades åtskilligt - och se där hade jag mitt uppslag! Det var alltså Matti (flickan i boken) och inte hennes mor som förde in mig på de funderingar, ur vilka romanen småningom utvecklade sig och fick form och för mig levande realitet."

## Digitaliserad utgåva
- Fröken Liwin. Stockholm: Bonnier. 1925. Libris q91fdt48njzq5vm2. https://gupea.ub.gu.se/2077/84531